# Vlaho Macan

## Vlaho Macan
Vlaho Macan, conocido como Macan, (Dubrovnik, Croacia 15 de octubre de 1959) es un exfutbolista profesional croata, compitió como defensa central y llegó a jugar en tres ligas diferentes, la yugoslava, la australiana, y finalmente la española donde se retiró.

### Carrera deportiva como juvenil
- Se formó en las categorías inferiores del Hajduk Split, formó parte de la generación de juveniles que destacaron por su trayectoria nacional e internacional, ganando el campeonato de la Liga Yugoslava de la temporada 77/78, y la copa de Yugoslavia de ese mismo año, posteriormente por victorias en torneos internacionales como el de Santa Teresa Gallura(Italia) en 1977, inaugurado por Luigi Riva, el trofeo Antonini donde salieron victoriosos 1-6 frente al Fiorentina, o torneos franceses que culminaron con la victoria sobre el Stuttgart.

### Carrera deportiva profesional
- Fue ascendido al primer equipo del Hajduk Split en 1980, equipó en el que jugó las temporadas 80/81, 81/82, 82/83, 84/85 y 85/86, alcanzando los siete tantos en liga. Entremedias, estuvo cedido en el Dinamo de Vinkovci. Llegó a jugar tres encuentros de UEFA donde anotó un gol contra el Zurrieq de Malta, aparte jugó dos partidos de Recopa de Europa. Fue convocado y titular en los partidos del Torneo de la EUROPAC de 1982 en Vancouver y Seattle, donde el equipó perdió 2-1 contra el Manchester United. La temporada del 86/87 fichó por el Málaga, posteriormente debutó en la Liga profesional australiana con el Melbourne Knights en la temporada 87/88. Un año después volvía a la Liga de plata española, firmando por el U.D Alzira, anotando en el encuentro contra el Real Burgos. La posterior temporada se desplazó al Orihuela Deportiva donde volvió a anotar contra el Avilés, clasificándose como quintos en el torneo de Liga y descendiendo por falta de presupuesto, tuvo de compañeros a notorios exfutbolista del panorama nacional como García Pitarch, Subirats...etc. Finalmente en la temporada 91/92 fichó por el Racing de Santander, debutando contra el FC Barcelona de Cruyff, y contra el CSKA de Moscú, fue uno de los jugadores más regulares de la temporada, se retiró en este equipo.

### Videoteca resumen
- https://www.youtube.com/watch?v=P0TA5I8jzwI&t=120s

| 1991/92 | Racing Santander  |
| 1990/91 | Orihuela          |
| 1989/90 | UD Alzira         |
| 1988/89 | UD Alzira         |
| 1987/88 | Melbourne Knights |
| 1986/87 | Málaga            |
| 1985/86 | Hajduk Split      |
| 1984/85 | Hajduk Split      |
| 1983/84 | HNK Cibalia       |
| 1982/83 | Hajduk Split      |
| 1981/82 | Hajduk Split      |
| 1980/81 | Hajduk Split      |

### Carrera como entrenador

#### FC Torrevieja
En la temporada 2002/03, Restituto (Tuto) Marroquí Ramirez fue elegido presidente por el concejo local, ya que el club era propiedad municipal. El entrenador sería Vlaho Macan. En su primera temporada logró un puesto en la mitad de la tabla con un equipo formado por jóvenes jugadores locales.
En enero de 2003, un encuentro en el "Total Football Bar" en la Urbanización San Luis, un grupo de fanes principalmente británicos decidieron crear una peña del FC Torrevieja. Esta peña siguió al FC Torrevieja partido tras partido toda la temporada y ayudó a incrementar el número de espectadores en los partidos. El nombre escogido para esta peña fue "The Torry Army". El primer presidente fue Eduardo Cagigao.
En la temporada 2003/04 el equipo alcanzó los play-off que desafortunadamente no venció. Esto conllevó a la dimisión del mánager Macan, en una temporada marcada por el incremento de expectación en el Vicente García, que alcanzaba las 3000 personas durante el partido frente al Paterna CF, y donde las cámaras de Canal +, en su programa "El Día Después" hacían un especial sobre los aficionados británicos y el equipo.

#### Alicante CF
Segundo entrenador de Tercera División Grupo 6, en la temporada 2011/12.
| Trayectoria dentro del Cuerpo Técnico |           |                   |      |                               |                    |
|                                       | 2011/2012 | Alicante C.F      | 19.º | Tercera División Grupo 6      | Segundo Entrenador |
|                                       | 2007/2008 | C.D. Torrevieja B |      | Preferente Valenciana Grupo 4 | Entrenador         |
|                                       | 2003/2004 | C.D. Torrevieja   |      | Preferente Valenciana Grupo 4 | Entrenador         |
|                                       | 2002/2003 | C.D. Torrevieja   |      | Preferente Valenciana Grupo 4 | Entrenador         |